# Christopher Cocksworth

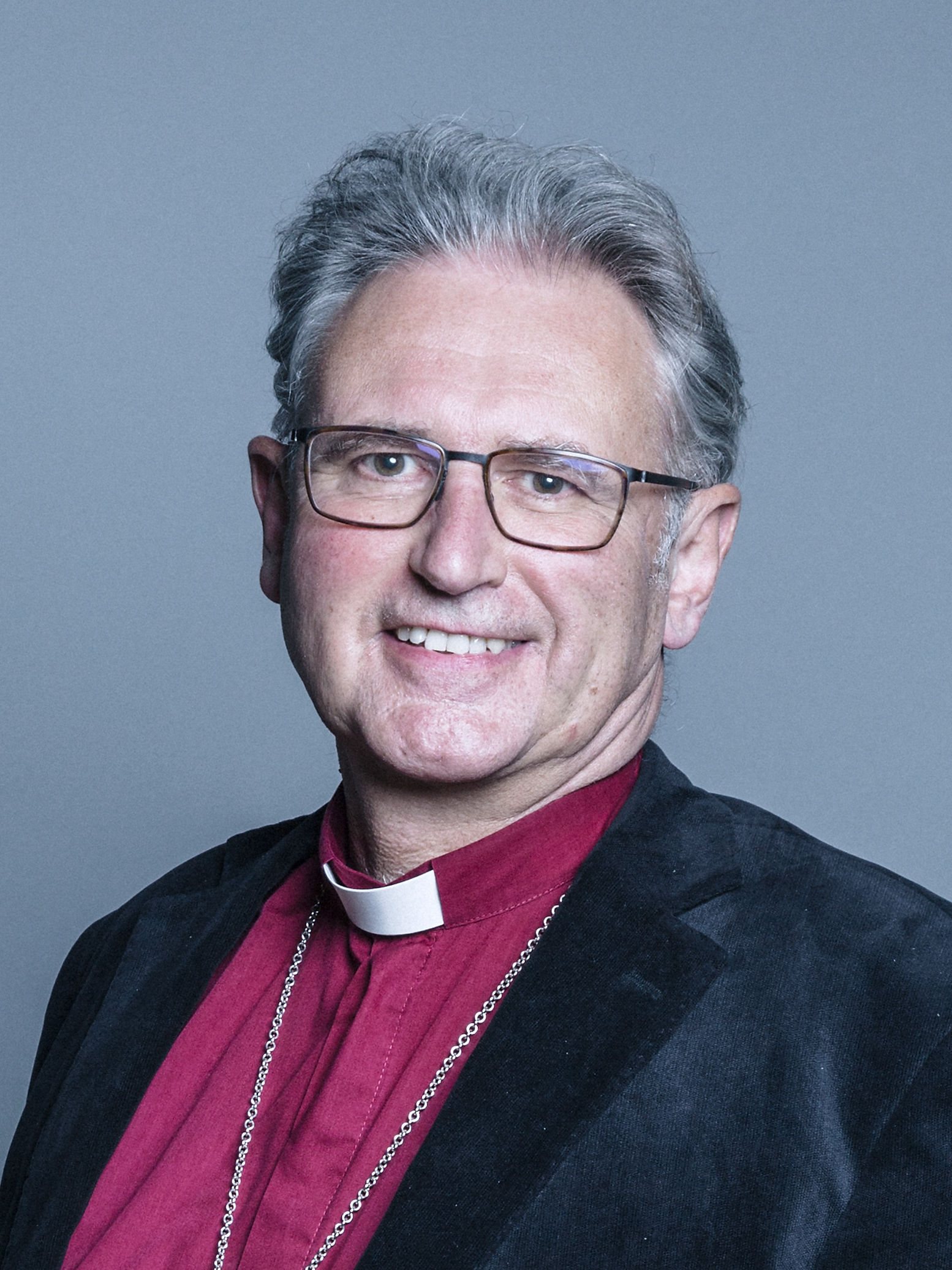
Christopher Cocksworth

Christopher John Cocksworth (* 12. Januar 1959 in West Sussex) ist ein britischer anglikanischer Theologe. Er ist seit 2023 Dekan von Windsor. Zuvor war er von 2008 bis 2023 Bischof von Coventry.

## Leben
Cocksworth wurde in der Nähe von Horsham geboren, wo er aufwuchs und örtliche Schulen besuchte. Er studierte Theologie an der Manchester University. Dort erwarb er zunächst ein First Class Degree und später die akademischen Grade eines Bachelor of Arts und eines Doktors der Philosophie (Ph.D.).
Zur Vorbereitung auf das Priesteramt besuchte er das St John’s College in Nottingham. 1984 wurde er zum Priester geweiht. Von 1988 bis 1992 war er Vikar (Curate) an der Common Christ Church in Epsom in der Diözese von Guildford.
Von 1992 bis 1997 war er als Universitätskaplan (Chaplain) am Royal Holloway College der University of London tätig. Von 1997 bis 2001 war er Leiter (Director) des Southern Theological Education and Training Scheme, einer theologischen Einrichtung zur Priester- und Laienausbildung für die Church of England. 1999 wurde er zum Honorarkanoniker (Honorary Canon) an der Kathedrale von Guildford ernannt. Ab 2001 war er Leiter (Principal) des Ridley Hall College in Cambridge; in diesem Zeitraum wuchs unter seiner Leitung die Studentenzahl beträchtlich.
Cocksworth war von 1996 bis 2006 Mitglied der Liturgie-Kommission der Church of England. Er war in dieser Funktion an der Reform der Gottesdienste zur Priesterweihe und an der Auswahl und Zusammenstellung des Common Worship Daily Prayer beteiligt.
Im Mai 2008 wurde seine Ernennung zum Bischof von Coventry als Nachfolger von Colin Bennetts, der in den Ruhestand ging, offiziell bekanntgegeben. Im Mai 2008 wurde vom Domkapitel seine Wahl zum Bischof von Coventry bestätigt. Am 3. Juli 2008 wurde Cocksworth in der Kathedrale von Southwark zum Bischof geweiht. Am 1. November 2008 wurde er mit einem feierlichen Gottesdienst in der Kathedrale von Coventry in sein Amt eingeführt.
Cockworth steht im Rahmen der Church of England in der Tradition des Evangelikalismus. Sein Interesse gilt insbesondere dem Spannungsfeld von Frömmigkeit, Glauben und kirchlicher Lehrmeinung, insbesondere hinsichtlich charismatischer Frömmigkeitserfahrung und der Liturgie der Anglikanischen Kirche. Er galt als einer der möglichen Kandidaten für die Nachfolge von Rowan Williams im Amt des Erzbischofs von Canterbury.
Cocksworth ist Verfasser mehrerer theologischer Bücher, unter anderem Evangelical Eucharistic Thought in the Church of England (1993); An Anglican Companion (1996), Holy, Holy, Holy: Worshipping the Trinitarian God (1997); Being a Priest Today: Exploring Priestly Identity (2002; 2. Auflage 2006); Holding Together: Gospel, Church and Spirit (2008).
Im Juni 2023 wurde Cocksworth als Nachfolger von David John Conner zum Dekan von Windsor ernannt. Damit ist er der Leitende Geistliche der St George’s Chapel, einem Kollegiatstift und Royal Peculiar innerhalb von Windsor Castle, Er trat dieses Amt am 6. November 2023 an, nachdem er am Tag zuvor vom Amt des Bischofs von Coventry zurückgetreten war.

## Privates
Cocksworth ist seit mittlerweile über 30 Jahren verheiratet. Seine Frau Charlotte, geb. Pytches, ist ausgebildete Lehrerin für Taubstumme; sie unterrichtete jahrelang als Lehrerin Kinder, die vom offiziellen Schulbesuch ausgeschlossen waren. Aus der Ehe gingen fünf Söhne hervor. Cocksworth ist der Schwiegersohn von David Pytches (* 1931), dem früheren „Bischof von Chile, Bolivien und Peru“ in der Anglikanischen Gemeinschaft.
Zu seinen Freizeitaktivitäten und Hobbys gehören das Interesse für Film und Theater, der Besuch historischer Bauwerke, Bergwandern, Schwimmen und Radfahren.

## Mitgliedschaft im House of Lords
Cocksworth gehört seit 19. November 2012 als Geistlicher Lord dem House of Lords an. Er ist damit Nachfolger des Bischofs von Blackburn, Nicholas Reade. Am 15. Januar 2013 wurde er offiziell im House of Lords in sein Amt eingeführt. Bei der Einführung und Eidesleistung wurde er von Michael Langrish, dem Bischof von Exeter, und David Urquhart, dem Bischof von Birmingham, begleitet. Seine Antrittsrede hielt er am 7. März 2013. Anlässlich des Weltfrauentages am 8. März 2013 ging Cocksworth in seiner Rede auf die Rolle der Frau in der Gesellschaft ein.

## Ehrungen
2021 erhielt er das Große Verdienstkreuz der Bundesrepublik Deutschland.